# Козы (Актюбинская область)
Козы (каз. Қозы, до 2011 г. — Хозаул) — упразднённый аул в Мартукском районе Актюбинской области Казахстана. Ликвидирован в 2012 г. Входил в состав Яйсанского сельского округа. Код КАТО — 154639400.

## Население
В 1999 году население села составляло 83 человека (41 мужчина и 42 женщины). По данным переписи 2009 года, в селе проживало 16 человек (9 мужчин и 7 женщин).